# Cayo Algodón Grande
Cayo Algodón Grande es una isla cubana.

## Superficie y localización
Cuenta con una superficie de 3,70 kilómetros cuadrados y se localiza en la provincia de Camagüey, siendo geográficamente parte del subgrupo de Cayos del Golfo de Ana María, parte a su vez del archipiélago conocido como Jardines de la Reina, en el mar Caribe, al sur de Cayo Arenas y al este de Cayo Algodoncito y de los Cayos Manuel Gómez. 
Sus coordenadas geográficas son 21°06′01″N 78°43′21″O / 21.10028, -78.72250

## Biogeografía
Posee un total de 4 kilómetros de playas distribuidas en 6 sectores diferentes, posee además bosques de Mangles y arrecifes coralinos.